# Konstantin Dragaš Dejanović
Konstantin Dragaš Dejanović (srbsko Константин Дејановић) je bil srbski plemič, ki je v drugi polovici 14. stoletja vladal v delu severovzhodne Makedonije, jugovzhodne Srbije in jugozahodne Bolgarije, * pred 1355, 17. maj 1395, Rovine, Vlaška.
Bil je sin sebastokratorja Dejana in Teodore Nemanjić. Posesti je nasledil od starejšega brata Jovana Dragaša, ki je po bitki na Marici leta 1371, v kateri je padel velik del srbskega plemstva, postal vazal Osmanskega cesarstva.  Brata sta imela svojo vlado in kovala svoj denar v slogu Nemanjićev. Konstantinova hčerka Jelena je bila od leta 1392 poročena z bizantinskim cesarjem Manuelom II. Paleologom. Konstantin je padel v bitki na Rovinah 17. maja 1395 kot osmanski vazal v vojni proti Vlaški. Z njim sta se borila tudi Stefan Lazarević in Marko Mrnjavčević. 
Konstantinov vnuk Konstantin XI. Dragaš Paleolog je bil zadnji bizantinski cesar.

## Življenje

### Otroštvo
Konstantinov oče je bil despot in sebastokrator Dejan, ki je pod kraljem Stefanom Dušanom (vladal 1331-1355) vladal v kumanovski regiji. Konstantinova mati  Teodora Nemanjić je bila Dušanova polsestra. Stara starša po materini strani sta bila kralj Stefan Dečanski (vladal  1321-1331) in kraljica Marija Paleologina.

## Vladanje
Dejanovićev starejši brat Jovan Dragaš je posedoval Štip in Strumico. Jovana je cesar Uroš V. že pred letom 1373 povzdignil v despota, tako kot je cesar Dušan v despota povzdignil njegovega očeta.  Osmanski viri poročajo, da je osmanska vojska premagala Saruyarja (Jovana Dragaša) v gornji Strumi in ga prisilila, da je priznal osmansko oblast. Konstantin je bil bratov sovladar in po njegovi smrti 1378/1379 njegov naslednik.  
Koval je svoj denar, tako kot njegov brat. Družina Dragaš je velikodušno donirala več samostanom na gori Atos, vključno s Hilandarjem, Panteleimonom  (Rossikon) i Vatopedijem.
10. februarja 1392  se je Konstantinova hčerka Jelena poročila z Manuelom II. Paleologom in bila naslednji dan kronana za bizantinsko cesarico.
Po porazu v bitki na Marici je bil Konstantin prisiljen postati osmanski vazal, vendar je še vedno vzdrževal tesne vezi s krščanskimi sosedi, vključno z Bizantinskim cesarstvom. Leta 1395 se je s svojim sosedom Markom Mrnjavčevićem vojskoval na strani svojega vazalnega gospoda Bajazida I. proti Mircei I. Vlaškemu in v bitki na Rovinah pri Craiova padel. Osmani so njegovo prestolnico  Velbažd (ali Velbužd, sedanji Kjustendil v zahodni Bolgariji)  po njem preimenovali v  Köstendil.

## Družina
Konstantin Dragaš je bil poročen dvakrat. Ime prve žene ni znano, vsekakor pa ni bila Tamara, hčerka bolgarskega carja Ivana Aleksandra, ki je bila poročena z nekim despotom Kostantinom. Z njo je imel najmanj dvoje otrok: 
- Jeleno († 13. maj 1450), poročeno z bizantinskim cesarjem Manuelom II. Paleologom. Med njenimi številnimi otroki sta bila najmanj dva bizantinska cesarja: Ivan VIII. Paleolog in Konstantin  XI. Paleolog,  ki je svojemu priimku dodal tudi priimek Dragaš  (grško Dragasēs).
- Jakova, ki je prestopil v islam in kot Jakub nasledil očetove posesti.

Konstantinova druga žena je bila Evdokia Megas Komnena, hčerka trapezundskega cesarja Alekseja III. Megaskomnena in Teodore Kantakuzene, s katero ni imel otrok.

## Zapuščina
V srbskem ljudskem pesništvu Konstantina Dejanovića opevajo kot Bega Konstadina. Naziv Beg so mu dodali, ker je bil osmanski vazal.